# لیدی وود
لیدی وود (به انگلیسی: Lady Wood) دومین آلبوم استودیویی از خواننده-ترانه‌پرداز سوئدی تو لو می‌باشد که در ۲۸ اکتبر سال ۲۰۱۶ از سوی آیلند رکوردز منتشر گردید. این آلبوم بین ژوئیهٔ ۲۰۱۵ و مهٔ ۲۰۱۶ ضبط شده که لو در این باره اظهار داشته فرآیند آماده‌سازی لیدی وود سریع‌تر از آلبوم قبلی وی که ملکهٔ ابرها (۲۰۱۴) نام داشت و «تمام زندگی خود» داشت بر روی آن کار می‌کرد، انجام شده بوده‌است.